# Златен микрофон
Наградите „Златен микрофон“ (на английски „Golden Mic Awards“) са първите ежегодни национални награди за стендъп комедия в България. Основната цел на събитието е да популяризира жанра стендъп комедия и да отличи истински забележителното в него. Организатор на събитието е Фондация „Комедия“. Голямата награда на конкурса е златна статуетка, изработена от масивен бронз и 24-каратово златно покритие, с височина 31 сантиметра и приблизително тегло от 2 кг.

## Критерии за участие
Наградите „Златен микрофон“ са отворени за участие към всички професионални стендъп комедианти. За да може да се регистрира за участие, артистът или групата трябва да отговарят на следното изискване: да има поне едно самостоятелно, авторско шоу в стилистиката „Стендъп Комеди“, състояло се преди 00:00ч. на 1 април в текущата година на наградите, за което е получавал възнаграждение. Това трябва да бъде доказано чрез легитимен информационен източник или медиен канал.
Всеки от тях има право да кандидатства само с едно свое шоу, което не е било номинирано за наградите „Golden Mic Awards“ в предишните издания на конкурса. Номинацията, представянето и наградите за всеки артист са обвързани със шоуто, с което кандидатства.

## Категории
Наградите „Golden Mic Awards“ се раздават в 3 категории: награда на журито, награда на гилдията и награда на публиката.

### Награда на журито
Наградата се определя от гласуване на журито, което оценява на живо комедиантите и техните шоута чрез десетобална система по следните критерии:
- Актуалност на темата
- Потенциал за положително обществено влияние
- Оригиналност на комедията
- Работа с публиката
- Структура на шоуто
- Ловкост на комедианта
- Сценично поведение

- Реакции на публиката

Комедиантът събрал най-висок среден резултат от гласуването на журито, става носител на наградата Златен микрофон.

### Награда на гилдията
Наградата се определя чрез затворено гласуване, достъпно само за регистрираните за участие комедианти в конкретното издание на „Golden Mic Awards“. В списъкът фигурират имената само на финалистите, а този от тях събрал най-много гласове, печели наградата на гилдията.

### Награда на публиката
Наградата се определя в 2 етапа. В първият от тях тече гласуване за всички регистрирани участници, което определя финалистите в конкретното издание на „Golden Mic Awards“. Във вторият етап гласуването е налично само за финалистите, а този от тях, който събере най-много гласове, печели наградата на публиката.

## Формат
14-те предварително селектирани чрез гласуване на публиката финалиста, представят избрана от тях част на шоуто, с което са се регистрирали за участие в конкретното издание на „Златния микрофон“. Времето за представяне, с което разполага всеки от тях е до 20 минути. Финалната част на конкурса се състои в 3 дни. Предварително изтеглен жребий определя реда на участниците, които излизат на сцената в първите 2 дни. В последния ден има официална церемония по награждаване, а комедиантът, който спечели голямото отличие (наградата на журито), изиграва цялото свое шоу веднага след награждаването.

## Награда
Наградата в категория награда на журито представлява солидна отливка от масивен бронз и 24-каратово златно покритие във формата на микрофон. Височината на статуетката е 31 см, а теглото приблизително 2 кг. Погласниците в тази категория получават стъклен възпоменателен плакет.
Наградите в другите 2 категории (награда на гилдията и награда на публиката) представляват стъклени почетни плакети. Подгласниците в тези категории също получават награда стъклен възпоменателен плакет.

## История
Първото издание на наградите „Златен микрофон“ се състои в периода 29 – 31 юли, в град Бургас. Домакин на събитието е откритата лятна сцена на HashtagPAVILION.

### Участници
Финалисти в първото издание на „Golden Mic Awards“ са:
- Александър Маринков
- Георги Кючуков
- Дими Деянски
- Димитър Иванов – Капитана
- Деница Кючукова
- Иван Динев – Устата
- Миро Симеонов
- Митака Велков
- Ник Киров
- Олга Павлова
- Памела Трифонова
- Юлия Коларова
- Donald McNair
- V for Venetta[3]

### Жури
Жури на наградите в първото издание бяха Иво Сиромахов, Мария Игнатова и Димитър Туджаров - Шкумбата.

### Водещи
Водещи на събитието бяха актьорите от формация ХаХаХа ИмПро театър – Васил Бовянски, Ивайло Рогозинов и Тони Карабашев.

### Победители

#### Награда на журито (Златния микрофон)
Носител на голямото отличие стана Георги Кючуков, а негови погласници бяха Димитър Иванов – Капитана и Иван Динев – Устата.

#### Награда на Гилдията
В категорията награда на гилдията, победител е отново Георги Кючуков, с подгласници Димитър Иванов – Капитана и Дими Деянски.

#### Награда на публиката
В категорията награда на публиката, първото място е на Димитър Иванов – Капитана, а подгласници са Георги Кючуков и Дими Деянски.